# Dirk W. Mosig
Yōzan Dirk W. Mosig (né en 1943) est un psychologue, historien, critique littéraire et moine bouddhiste zen connu pour son travail critique sur H. P. Lovecraft. 

## Biographie
Né en Allemagne, il vit plusieurs années en Argentine avant d'émigrer aux États-Unis. Il obtient un doctorat à l'université de Floride en 1974.[réf. nécessaire]
Entre 1973 et 1978, Mosig publie de nombreux essais sur l'œuvre de Lovecraft.
Toward a Greater Appreciation of H.P. Lovecraft: The Analytical Approach (« Vers une plus grande appréciation de H.P. Lovecraft : L'Approche analytique ») de 1973 est une interprétation psychologique (basée sur les théories de Carl Gustav Jung) de nombreuses histoires de Lovecraft.
H. P. Lovecraft: Myth Maker (« H. P. Lovecraft : Faiseur de mythes ») de 1976, essai pionnier et souvent réimprimé, explore la philosophie de l'horreur de Lovecraft, conteste l'interprétation déformée d'August Derleth du cycle des mythes de Lovecraft et met l'accent sur la vision de ce dernier d'un cosmos amoral dans lequel l'humanité a peu d'importance.
Dans Lovecraft: The Dissonance Factor in Imaginative Literature (« Lovecraft : Le Facteur de dissonance dans la littérature imaginative ») de 1979, la folie est le résultat d'une dissonance cognitive fatale chez le protagoniste causée par des rencontres avec des horreurs cosmiques qui contredisent la vision du monde du protagoniste (et du lecteur) de l'univers et de ses lois.
Plusieurs essais de Mosig évaluent des œuvres indépendantes de Lovecraft telles que Je suis d'ailleurs ou Le Bateau blanc selon une perspective psychanalytique. Un autre analyse son poème The City.
S. T. Joshi déclare un jour que « Dirk Mosig est une figure centrale dans les études lovecraftiennes; et [que] si l'histoire de ce domaine est un jour écrite, il devra y occuper un rôle central ».
Mosig enseigne actuellement la psychologie à l'université du Nebraska à Kearney, où il est également engagé dans des recherches sur les guerres puniques et la carrière d'Hannibal.[réf. nécessaire]
Le volume Mosig at Last: A Psychologist Looks at Lovecraft rassemble les articles de Mosig sur Lovecraft précédemment publiés et en ajoute quelques-uns inédits, tels que Life After Lovecraft: Reminiscences of a Non-Entity (réflexions sur sa vie en tant qu'expert de Lovecraft). Growing Up Lovecraftian par sa fille, Laila Briquet-Mosig, est également inclus.